# Fårösund
Fårösund is een dorp op het Zweedse Oostzee-eiland Gotland met ca. 800 inwoners (2006) en een oppervlakte van 284 hectare (2005). Fårösund is onderdeel van de parochie Bunge en van de gemeente Gotland.
Het dorp ligt aan zee en kijkt uit op het eiland Fårö waarmee het ieder half uur een gratis veerverbinding heeft. In de zomer wordt het druk bezocht door toeristen, maar gedurende de rest van het jaar is het er rustig. De plaats is echter niet ontstaan uit nood aan schilderachtigheid. Tot aan het midden van de twintigste eeuw was het een klein, rustig plaatsje dat zijn bestaan dankte aan de veerboot naar Fårö. Doordat het Zweedse legerregiment KA3 zich hier in 1938 vestigde, begon er een periode van grote opleving voor het dorp, zo werd er onder andere een scheepswerf gebouwd. Het kustartillerieregiment vertrok echter in 2000. Vandaag de dag zijn de gebouwen van het regiment onder meer in gebruik als filmstudio.
Fårösund is ook de naam van de zeestraat tussen Gotland en Fårö.

## Verkeer en vervoer
Bij de plaats loopt de Länsväg 148 met een veerboot naar Fårö.